# Acid Black Cherry 2015 arena tour L-エル-
『Acid Black Cherry 2015 arena tour L－エル－』（アシッドブラックチェリー 2015 アリーナツアー エル）は、Acid Black Cherryのライブビデオ。

## 概要
- 3か月連続リリースの第3弾。
- 2015年9月より行われたアリーナツアーの東京公演の模様が収録されている。
- 特典映像として9か月間という長丁場に及んだツアー「L－エル－」の舞台裏に完全密着したドキュメンタリーを収録。
- 初回盤の特典として3か月連続リリース連動応募特典【応募シリアル(3)】が封入。

## 収録曲
<本編>
1. Opening ～Loves～
2. versus G
3. liar or LIAR ?
4. Greed Greed Greed
5. 黒猫 〜Adult Black Cat〜
6. 指輪物語
7. INCUBUS
8. scene ～悪夢から救う手～
9. Round & Round
10. 君がいない、あの日から…
11. 眠れぬ夜
12. 7 colors
13. ピストル
14. 少女の祈り
15. cord name【JUSTICE】
16. エストエム

<Encore>
1. scene ～夢から醒めて～
2. L－エル－
3. & you

<W Encore>
1. 少女の祈りIII
2. SPELL MAGIC
3. 20+∞Century Boys

特典映像

2015 tour L－エル－　DOCUMENTARY